# Ruprich László
Ruprich László (Budapest, 1903. május 21. – 1974, Philadelphia) magyar labdarúgó.

## Sikerei, díjai
Ferencvárosi TC
- Magyar bajnokság
  - ezüstérmes: 1924–25